# Sainte-Innocence
Sainte-Innocence – miejscowość i dawna gmina we Francji, w regionie Nowa Akwitania, w departamencie Dordogne. W 2013 roku populacja ówczesnej gminy wynosiła 98 mieszkańców. 
W dniu 1 stycznia 2019 roku z połączenia trzech ówczesnych gmin – Sainte-Eulalie-d'Eymet, Sainte-Innocence oraz Saint-Julien-d'Eymet – powstała nowa gmina Saint-Julien-Innocence-Eulalie. Siedzibą gminy została miejscowość Sainte-Innocence. 